# Panic (BJH)
Panic is een lied geschreven door John Lees voor het album Face to face van Barclay James Harvest.
Het is daar een enigszins schertsend nummer van 4:30. Fans hoeven bij het einde van de langspeelplaat of compact disc niet in paniek te raken. Ze kunnen de plaat omdraaien en verder spelen of de schijf opnieuw afspelen. Het nummer wijkt sterk af van ander werk van Lees voor dit album. Zo gaat He was love over de moeilijkheden bij de zwangerschap van zijn vrouw; African gaat over de apartheid en alle varianten daarvan in Afrika.
Panic werd verkozen tot tweede single om de verkoop van het album te stimuleren, maar dit werkte niet als zodanig. Voor de single-uitgifte werd het nummer sterk aangepast richting commercie, iets waar de fans van Barclay James Harvest nu juist geen prijs op stelden. In april 1987 kwam het in drie versies op de markt:
- vinylsingle 7”met B-kant All my life van hetzelfde album, maar geschreven door Les Holroyd; Panic duurt dan 3:30;
- CD-single: Panic duurt dan 6:06
- maxisingle 12”: Panic gelijk aan cd-single

De CD-single is een curieus geval. Alhoewel geheel verpakt als variant op de cd wordt vermeld dat hij afgespeeld moet worden op 45 toeren (45 RPM). Het zou de eerste single van BJH zijn geweest die op dit medium is uitgebracht.
Net als de eerste single He said love werd Panic nergens een grote hit.